# 남해 차씨
남해 차씨(南海車氏)는 경상남도 남해군을 본관으로 하는 한국의 성씨이다. 시조는 좌우위보승랑장(左右衛保勝郞將)을 지낸 차지보(車之普)이다. 

## 참고 자료
- “남해차씨(南海車氏)”. 뿌리를 찾아서.[깨진 링크(과거 내용 찾기)]